# Miljevići (Istočno Novo Sarajevo)
Pour les articles homonymes, voir Miljevići.
Miljevići (en serbe cyrillique : Миљевићи) est un village de Bosnie-Herzégovine. Il est situé sur le territoire de la ville d'Istočno Sarajevo, dans la municipalité d'Istočno Novo Sarajevo et dans la république serbe de Bosnie. Selon les premiers résultats du recensement bosnien de 2013, il compte 1 309 habitants.
Avant la guerre de Bosnie-Herzégovine, le village faisait entièrement partie de la municipalité de Novo Sarajevo ; après la guerre, son territoire a été partiellement rattaché à la municipalité d'Istočno Novo Sarajevo, intégrée à la ville d'Istočno Sarajevo et à la république serbe de Bosnie.

## Démographie

### Évolution historique de la population
| 1948 | 1953 | 1961 | 1971 | 1981 | 1991  | 2013  |
| ---- | ---- | ---- | ---- | ---- | ----- | ----- |
| -    | -    | 320  | 677  | 930  | 1 045 | 1 309 |

|  |